# Phùng Công Minh
Phùng Công Minh (27 settembre 1985) è un ex calciatore vietnamita, di ruolo centrocampista.

## Carriera

### Club
Comincia a giocare al Ngân hàng Đông Á. Nel 2006 passa al Bình Dương.

### Nazionale
Ha debuttato in nazionale il 16 luglio 2007, in Vietnam-Giappone (1–4). Ha partecipato, con la nazionale, alla Coppa d'Asia 2007. Ha collezionato in totale, con la maglia della nazionale, tre presenze.

## Statistiche

### Cronologia presenze e reti in nazionale
| Cronologia completa delle presenze e delle reti in nazionale ― Vietnam | Cronologia completa delle presenze e delle reti in nazionale ― Vietnam | Cronologia completa delle presenze e delle reti in nazionale ― Vietnam | Cronologia completa delle presenze e delle reti in nazionale ― Vietnam | Cronologia completa delle presenze e delle reti in nazionale ― Vietnam | Cronologia completa delle presenze e delle reti in nazionale ― Vietnam | Cronologia completa delle presenze e delle reti in nazionale ― Vietnam | Cronologia completa delle presenze e delle reti in nazionale ― Vietnam |
| Data                                                                   | Città                                                                  | In casa                                                                | Risultato                                                              | Ospiti                                                                 | Competizione                                                           | Reti                                                                   | Note                                                                   |
| ---------------------------------------------------------------------- | ---------------------------------------------------------------------- | ---------------------------------------------------------------------- | ---------------------------------------------------------------------- | ---------------------------------------------------------------------- | ---------------------------------------------------------------------- | ---------------------------------------------------------------------- | ---------------------------------------------------------------------- |
| 16-7-2007                                                              | Hanoi                                                                  | Vietnam                                                                | 1 – 4                                                                  | Giappone                                                               | Coppa d'Asia 2007                                                      | -                                                                      | 65’ 83’                                                                |
| 21-7-2007                                                              | Bangkok                                                                | Iraq                                                                   | 2 – 0                                                                  | Vietnam                                                                | Coppa d'Asia 2007                                                      | -                                                                      | 46’ 27’                                                                |
| 14-10-2008                                                             | Hanoi                                                                  | Vietnam                                                                | 0 – 0                                                                  | Singapore                                                              | Amichevole                                                             | -                                                                      | 90’                                                                    |
| Totale                                                                 |                                                                        | Presenze                                                               | 3                                                                      |                                                                        | Reti                                                                   | 0                                                                      |                                                                        |

## Palmarès

### Club

#### Competizioni nazionali
- Coppa del Vietnam: 1

Bình Dương: 2015
- Supercoppa del Vietnam: 4

Bình Dương: 2007, 2008, 2014, 2015
- Campionato vietnamita: 4

Bình Dương: 2007, 2008, 2014, 2015